# Ferrari 348
Ferrari 348 je sportski automobil, dvosjed koji je od 1989. do 1995. proizvodila talijanska tvrtka Ferrari. Model je bio nasljednik modela Ferrari 328, te prethodnik modela Ferrari F355.
Bio je zadnji V8 model u čijem razvoju je sudjelovao Enzo Ferrari, prije smrti. Automobil s pogonom na stražnje kotače, pogonio je središnje smješten 3.4 L V8 motor. 
Kao i kod prethodnika, oznaka modela 348 odnosi se na zapremninu motora (3.4), te V8 motor. Motor je razvija 300 KS (224 kW). 
Model se prodavao u različitim verzijama; kao kupe oznake 348tb (Trasversale Berlinetta), 348ts (Targa) i kabriolet 348sp (Spider).
Godina 1993. model je blaže redizajniran, te je povećana snaga motora na oko 320 KS (iz istog motora), promjenom elektronike za upravljanje motora i promjenom ispušnog sustava. Modeli su nosili noznake 348 GTB (252 primjerka) i GTS (137 primjerka). 
Ukupno je proizvedeno od 8844 automobila.